# ألفرد غوين فاندربلت جونيور
ألفرد غوين فاندربلت جونيور (بالإنجليزية: Alfred Gwynne Vanderbilt II) هو شخصية أعمال وضابط أمريكي، ولد في 22 سبتمبر 1912 في لندن في المملكة المتحدة، وتوفي في 12 نوفمبر 1999 في ميل نيك في الولايات المتحدة.